# Cantó de Blanhac
El cantó de Blanhac és un cantó francès del departament de l'Alta Garona, a la regió d'Occitània. Està inclòs al districte de Tolosa, té 4 municipis i té com a cap cantonal Blanhac.

## Municipis
- Blanhac
- Bausèla
- Còrnabarriu
- Mondonvila